# カラクレナイ
カラクレナイ（欧字名:Karakurenai、2014年4月29日 - ）は、日本の競走馬、繁殖牝馬。主な勝ち鞍に2017年のフィリーズレビュー。
馬名の由来は、「唐紅。濃い紅色」。

## 経歴

### デビュー前
2014年4月29日、社台ファームにて誕生。母バーニングレッドが本馬を出産したのちに亡くなり、乳母に育てられた。初期馴致を経て、1歳の11月頃から直線走路入りを始めた。社台ファームの調教担当は「当初は非力な印象もあり、走りもフラフラしていたものの、馬体のシルエットが短期間でぐっと大人びてきたので、これは良い方向に変わってくるという確信めいた思いがありました」と回想している。

### 2歳（2016年）
10月23日、京都競馬場の新馬戦（芝1400m）にミルコ・デムーロを鞍上に据えデビュー。単勝オッズ7.2倍の4番人気の支持を受けた。スタートから後手を踏んでそのまま後方待機、最後の直線で後方13番手から上がり3ハロンメンバー中最速の末脚を見せたが、先行勢に届かず4着に敗れた。
続いて11月13日、新馬戦と同じ競馬場、同じ距離、条件の未勝利戦に出走。後方待機からまた上がり3ハロンメンバー中最速の末脚が通用し後方に1馬身2分の1差を離して勝利、初勝利を挙げた。
12月3日、阪神競馬場の万両賞（芝1400m、500万下）に川田将雅に乗り替わって出走。単勝オッズ2.2倍の1番人気に推された。7番手から最後の直線に進入、抜け出して後続に1馬身離して勝利、2連勝となった。

### 3歳（2017年）
3月12日、前回と同じ距離の重賞であるフィリーズレビュー（GII）で重賞初挑戦。単勝オッズ3.8倍の1番人気の支持、ミルコ・デムーロを鞍上に再び起用した。発馬で出遅れて後方2番手に位置、最終第4コーナーで馬群が内側に凝縮されている中、その大外を通った。直線では馬場の外側から伸び、馬場の内側、好位から抜け出し押し切りを図ったレーヌミノルを決勝線手前で差し切り、2分の1馬身離して勝利。重賞初勝利を挙げた。3連勝で桜花賞への優先出走権を獲得、松下武士調教師は開業3年目で平地重賞初制覇となった。デムーロは日曜日のメインレースを6週連続で勝利、「先週の調教で乗ったときは8割ぐらいの感じでしたが、良くなる感じで、今日は自信を持って乗りました。外枠でしたし、ペースも速そうなので後方でじっくり乗って、最後はいい脚で伸びてくれました。桜花賞も楽しみな馬です」と回顧した。しかし、桜花賞ではアドマイヤミヤビと参戦するために乗り替わることとなった。
4月9日、優先出走権を行使して桜花賞（GI）に参戦。田辺裕信に乗り替わり、スタートで出遅れて後方に待機。最後の直線で14番手から、リスグラシューやアエロリットとともに馬場の外側から追い上げたが、先に抜け出していたレーヌミノルやソウルスターリングには及ばず、優勝したレーヌミノルから0.2秒離された4着となった。
5月7日、NHKマイルカップ（GI）に参戦。ミルコ・デムーロが鞍上に復帰し、単勝オッズ5.0倍の1番人気に推された。後方10番手で待機し、最後の直線に懸けたが全く伸びずに後退、最終的に優勝した2番人気アエロリットから1.9秒離された17着でブービー賞となった。デムーロは、「全然ダメ。スタートがよくていいところを取れたが、そこから進んで行かない感じだった。こんな馬じゃないよ」とし、松下も「初めての長距離輸送があったからか、この春の3走目だったからか」と思案していた。松下はこの日、「あまりのショックのために、あの日はどうやって家に帰ったのかも覚えていない」など、競馬の「怖さ」を肌で感じた一戦と回想している。
その後は宮城県の山元トレーニングセンターに放牧されて休養し、秋華賞のトライアル競走であるローズステークスに出走して14着、古馬と初顔合わせとなった10月28日のスワンステークスでも16着と敗れた。

### 4歳（2018年） - 6歳（2020年）
2018年は、重賞とオープン競走に延べ8回出走。しかし、5月の鞍馬ステークス（OP）で3着となった以外は目立った実績を挙げることができなかった。
2019年5月、年明けから数えて3戦目、前年3着となった鞍馬ステークスに参戦。単勝オッズ11.8倍の4番人気に推されて出走。後方に陣取って追い込み、4分の3馬身離された2着に敗れた。これがフィリーズレビューでの勝利以来の、約2年ぶりの連対圏への入着となった。
その後1戦挟んで7月14日、福島競馬場のバーデンバーデンカップ（OP）に出走。大野拓弥とのコンビを結成し、単勝オッズ8.4倍の5番人気の支持を受けた。中団を追走し、最終コーナーで馬場の一番外を回って追い込んだ。直線残り200メートル過ぎで先頭に立ち、さらに外側から追い上げてきたアンヴァルをアタマ差凌いで勝利、2年4か月ぶりの勝利を記録した。大野は「コーナーで馬の後ろに入れられたのが良かったです。先頭に立ってからふわっとしましたが押し切ってくれました」と振り返った。
その後2020年にかけて大野拓弥とともに5戦に出走。10月のオパールステークス、11月の京阪杯（GIII）、年明けた1月の淀短距離ステークスですべて3着を記録するなどしたが、勝利することができなかった。2月2日のシルクロードステークス（GIII）で11着に敗退したのが引退レースとなり、同月6日付けで競走馬登録を抹消、北海道千歳市の社台ファームにて繁殖牝馬となった。引退に際して管理した松下は「厩舎にとっての平地重賞初制覇を含め、いろいろな経験をすることができました。いい子供を出してほしいです」と話した。

## 競走成績
以下の内容は、netkeiba.comの情報に基づく。
| 競走日     | 競馬場 | 競走名             | 格      | 距離（馬場）  | 頭 数 | 枠 番 | 馬 番 | オッズ （人気） | 着順 | タイム （上り3F） | 着差 | 騎手        | 斤量 [kg] | 1着馬（2着馬）     | 馬体重 [kg] |
| ---------- | ------ | ------------------ | ------- | ------------- | ----- | ----- | ----- | --------------- | ---- | ----------------- | ---- | ----------- | --------- | ------------------ | ----------- |
| 2016.10.23 | 京都   | 2歳新馬            |         | 芝1400m（良） | 18    | 8     | 18    | 007.20（4人）   | 04着 | R1:22.8（34.4）   | -0.2 | 0M.デムーロ | 54        | メイショウベルボン | 482         |
| 0000.11.13 | 京都   | 2歳未勝利          |         | 芝1400m（良） | 18    | 5     | 9     | 004.90（3人）   | 01着 | R1:21.9（34.4）   | -0.2 | 0M.デムーロ | 54        | （ハッシュタグ）   | 482         |
| 0000.12.03 | 阪神   | 万両賞             | 500万下 | 芝1400m（良） | 10    | 8     | 9     | 002.20（1人）   | 01着 | R1:22.1（35.6）   | -0.2 | 0川田将雅   | 54        | （ブリラーレ）     | 476         |
| 2017.03.12 | 阪神   | フィリーズレビュー | GII     | 芝1400m（良） | 18    | 8     | 16    | 003.80（2人）   | 01着 | R1:21.0（34.4）   | -0.1 | 0M.デムーロ | 54        | （レーヌミノル）   | 478         |
| 0000.04.09 | 阪神   | 桜花賞             | GI      | 芝1600m（稍） | 17    | 4     | 8     | 024.30（7人）   | 04着 | R1:34.7（35.0）   | -0.2 | 0田辺裕信   | 55        | レーヌミノル       | 480         |
| 0000.05.07 | 東京   | NHKマイルC         | GI      | 芝1600m（良） | 18    | 2     | 4     | 005.00（1人）   | 17着 | R1:34.2（35.5）   | -1.9 | 0M.デムーロ | 55        | アエロリット       | 484         |
| 0000.09.17 | 阪神   | ローズS            | GII     | 芝1800m（良） | 18    | 7     | 15    | 028.20（9人）   | 14着 | R1:46.5（35.3）   | -1.0 | 0川田将雅   | 54        | ラビットラン       | 496         |
| 0000.10.28 | 京都   | スワンS            | GII     | 芝1400m（重） | 18    | 8     | 18    | 007.80（4人）   | 16着 | R1:23.4（36.1）   | -1.0 | 0M.デムーロ | 52        | サングレーザー     | 496         |
| 2018.01.06 | 京都   | 京都金杯           | GIII    | 芝1600m（良） | 13    | 4     | 5     | 038.8（11人）   | 06着 | R1:34.6（35.0）   | -0.3 | 0池添謙一   | 54        | ブラックムーン     | 500         |
| 0000.01.28 | 京都   | シルクロードS      | GIII    | 芝1200m（良） | 18    | 7     | 13    | 007.50（3人）   | 04着 | R1:08.7（33.7）   | -0.4 | 0池添謙一   | 54        | ファインニードル   | 498         |
| 0000.02.25 | 阪神   | 阪急杯             | GIII    | 芝1400m（良） | 18    | 7     | 15    | 008.90（3人）   | 15着 | R1:20.7（34.4）   | -0.6 | 0池添謙一   | 54        | ダイアナヘイロー   | 498         |
| 0000.05.06 | 京都   | 鞍馬S              | OP      | 芝1200m（良） | 15    | 3     | 5     | 005.10（2人）   | 03着 | R1:08.1（32.6）   | -0.1 | 0松若風馬   | 55        | ティーハーフ       | 496         |
| 0000.05.27 | 京都   | 安土城S            | OP      | 芝1400m（良） | 17    | 8     | 15    | 007.20（2人）   | 08着 | R1:21.3（33.8）   | -0.6 | 0松若風馬   | 54        | ダイメイフジ       | 504         |
| 0000.07.29 | 新潟   | アイビスサマーD    | GIII    | 芝1000m（良） | 17    | 2     | 3     | 013.50（6人）   | 06着 | R0:54.6（32.3）   | -0.8 | 0福永祐一   | 54        | ダイメイプリンセス | 498         |
| 0000.10.07 | 京都   | オパールS          | OP      | 芝1200m（良） | 18    | 6     | 12    | 016.70（7人）   | 04着 | R1:08.6（33.6）   | -0.4 | 0松若風馬   | 54        | アンヴァル         | 500         |
| 0000.12.02 | 中山   | ラピスラズリS      | OP      | 芝1200m（良） | 11    | 2     | 2     | 005.70（2人）   | 06着 | R1:08.3（33.3）   | -0.2 | 0田辺裕信   | 54        | ダイメイフジ       | 500         |
| 2019.01.05 | 中山   | カーバンクルS      | OP      | 芝1200m（良） | 16    | 8     | 16    | 009.30（4人）   | 05着 | R1:07.6（34.0）   | -0.6 | 0田辺裕信   | 54        | モズスーパーフレア | 506         |
| 0000.02.16 | 京都   | 京都牝馬S          | GIII    | 芝1400m（良） | 17    | 8     | 17    | 038.3（10人）   | 08着 | R1:21.8（34.4）   | -0.8 | 0松山弘平   | 54        | デアレガーロ       | 504         |
| 0000.05.05 | 京都   | 鞍馬S              | OP      | 芝1200m（良） | 17    | 5     | 9     | 011.80（4人）   | 02着 | R1:07.7（33.0）   | -0.1 | 0和田竜二   | 54        | ミラアイトーン     | 504         |
| 0000.05.26 | 京都   | 安土城S            | L       | 芝1400m（良） | 13    | 6     | 8     | 013.30（4人）   | 08着 | R1:21.1（35.5）   | -1.5 | 0和田竜二   | 54        | ダイアトニック     | 500         |
| 0000.07.14 | 福島   | バーデンバーデンC  | OP      | 芝1200m（重） | 16    | 8     | 16    | 008.40（5人）   | 01着 | R1:09.3（35.1）   | -0.0 | 0大野拓弥   | 54        | （アンヴァル）     | 506         |
| 0000.08.18 | 小倉   | 北九州記念         | GIII    | 芝1200m（良） | 18    | 8     | 17    | 024.20（8人）   | 07着 | R1:08.6（35.4）   | -0.4 | 0大野拓弥   | 55        | ダイメイプリンセス | 506         |
| 0000.10.14 | 京都   | オパールS          | L       | 芝1200m（稍） | 18    | 8     | 16    | 013.60（5人）   | 03着 | R1:09.4（35.1）   | -0.2 | 0大野拓弥   | 55        | アウィルアウェイ   | 500         |
| 0000.11.24 | 京都   | 京阪杯             | GIII    | 芝1200m（良） | 18    | 4     | 7     | 013.30（7人）   | 03着 | R1:09.2（34.3）   | -0.4 | 0大野拓弥   | 54        | ライトオンキュー   | 500         |
| 2020.01.11 | 京都   | 淀短距離S          | L       | 芝1200m（良） | 15    | 6     | 10    | 009.20（3人）   | 03着 | R1:09.8（34.8）   | -0.2 | 0大野拓弥   | 55        | アイラブテーラー   | 508         |
| 0000.02.02 | 京都   | シルクロードS      | GIII    | 芝1200m（良） | 18    | 1     | 2     | 013.20（7人）   | 11着 | R1:09.6（34.9）   | -0.6 | 0大野拓弥   | 55        | アウィルアウェイ   | 514         |

## 繁殖成績
|       | 馬名               | 生年   | 性 | 毛色 | 父                       | 馬主 | 厩舎 | 戦績 | 供用           |
| ----- | ------------------ | ------ | -- | ---- | ------------------------ | ---- | ---- | ---- | -------------- |
| 初仔  | カラクレナイの2022 | 2022年 | 牡 | 栗毛 | ブリックスアンドモルタル |      |      |      | （デビュー前） |
| 2番仔 | ゴリョウセイ       | 2023年 | 牡 | 鹿毛 | キズナ                   |      |      |      | （デビュー前） |
| 3番仔 | カラクレナイの2024 | 2024年 | 牡 | 鹿毛 | レイデオロ               |      |      |      |                |

- 2025年4月11日現在

## 血統表
| カラクレナイの血統            | カラクレナイの血統                    | カラクレナイの血統                 | （血統表の出典）  | （血統表の出典） |
| 父 ローエングリン 1999 栗毛   | 父の父Singspiel 1992 鹿毛             | In the Wings                       | Sadler's Wells    | Sadler's Wells   |
| 父 ローエングリン 1999 栗毛   | 父の父Singspiel 1992 鹿毛             | In the Wings                       | High Hawk         |                  |
| 父 ローエングリン 1999 栗毛   | 父の父Singspiel 1992 鹿毛             | Glorious Song                      | Halo              | Halo             |
| 父 ローエングリン 1999 栗毛   | 父の父Singspiel 1992 鹿毛             | Glorious Song                      | Ballade           |                  |
| 父 ローエングリン 1999 栗毛   | 父の母*カーリング Carling 1992 黒鹿毛 | Garde Royale                       | Mill Reef         | Mill Reef        |
| 父 ローエングリン 1999 栗毛   | 父の母*カーリング Carling 1992 黒鹿毛 | Garde Royale                       | Royal Way         |                  |
| 父 ローエングリン 1999 栗毛   | 父の母*カーリング Carling 1992 黒鹿毛 | Corraleja                          | Carvin            | Carvin           |
| 父 ローエングリン 1999 栗毛   | 父の母*カーリング Carling 1992 黒鹿毛 | Corraleja                          | Darling Dale      |                  |
| 母 バーニングレッド 2003 栗毛 | 母の父*アグネスタキオン 1998 栗毛     | *サンデーサイレンス Sunday Silence | Halo              | Halo             |
| 母 バーニングレッド 2003 栗毛 | 母の父*アグネスタキオン 1998 栗毛     | *サンデーサイレンス Sunday Silence | Wishing Well      |                  |
| 母 バーニングレッド 2003 栗毛 | 母の父*アグネスタキオン 1998 栗毛     | アグネスフローラ                   | ロイヤルスキー    | ロイヤルスキー   |
| 母 バーニングレッド 2003 栗毛 | 母の父*アグネスタキオン 1998 栗毛     | アグネスフローラ                   | アグネスレディー  |                  |
| 母 バーニングレッド 2003 栗毛 | 母の母レッドチリペッパー 1996 芦毛    | Unbridled                          | Fappiano          | Fappiano         |
| 母 バーニングレッド 2003 栗毛 | 母の母レッドチリペッパー 1996 芦毛    | Unbridled                          | Gana Facil        |                  |
| 母 バーニングレッド 2003 栗毛 | 母の母レッドチリペッパー 1996 芦毛    | Raise a Carter                     | Dr. Carter        | Dr. Carter       |
| 母 バーニングレッド 2003 栗毛 | 母の母レッドチリペッパー 1996 芦毛    | Raise a Carter                     | Raise an Heiress  |                  |
| 母系(F-No.)                   | (FN:[10-a])                           | (FN:[10-a])                        | (FN:[10-a])       | [ § 2 ]          |
| 5代内の近親交配               | Halo 12.50% 4 x 4                     | Halo 12.50% 4 x 4                  | Halo 12.50% 4 x 4 | [ § 3 ]          |
| 出典                          | 1. 2. 3.                              | 1. 2. 3.                           | 1. 2. 3.          | 1. 2. 3.         |